# Kronland (Kanada)
Kronland (engl. crown land) bezeichnet in Kanada Landflächen, die sich nicht im Privatbesitz befinden, sondern dem Staat unterstellt sind. Formell gehören sie der Krone, vertreten durch den jeweiligen Monarchen von Kanada (seit 2022 Charles III.) und werden durch die jeweilige Regierung verwaltet. 
Diese Gebiete liegen zu einem Teil in den Bundesterritorien (Yukon-Territorium, Nordwest-Territorien und Nunavut), wo sie der kanadischen Zentralregierung unterstehen und dort durch Indigenous and Northern Affairs Canada verwaltet werden. Das Kronland der Territorien macht rund 41 % der Fläche Kanadas aus. Ein weiterer Teil liegt auf dem Gebiet einer der zehn unabhängigen Provinzen, wo sie der jeweiligen Provinzregierung unterstehen. Das Kronland in den Provinzen macht weitere rund 48 % der Fläche Kanadas aus. Demgegenüber stehen die restlichen 11 % des Landes, die sich in Privatbesitz befinden. Der Anteil des Kronlandes in den einzelnen Provinzen und Bundesterritorien ist sehr unterschiedlich. So beträgt der Anteil des Kronlandes in der Provinz British Columbia rund 94 % der Fläche und in der Provinz New Brunswick nur 48 % der Fläche.
Auf dem Kronland werden Schürf-, Holz- und Wasserrechte an private Unternehmen verpachtet und stellen eine wichtige Einnahmequelle Kanadas dar. National- und Provinzparks, Indianerreservate, Militärstützpunkte und Naherholungsgebiete sind die am meisten wahrgenommenen Kronlandgebiete des nordamerikanischen Staates. Kronland kann von Privatpersonen auf eine festgelegte Zeit gepachtet werden.